# 埃鲁德维尔
埃鲁德维尔（法語：Éroudeville，法語發音：[eʁudvil]）是法国芒什省的一个市镇，属于瑟堡区。

## 地理
埃鲁德维尔（49°28'36"N, 1°23'23"W）面积4.86 平方千米，位于法国诺曼底大区芒什省，该省份为法国西北部沿海省份，西、北、东北三面环大西洋，东起顺时针与卡爾瓦多斯省、奧恩省、马耶讷省和伊勒-维莱讷省接壤。
与埃鲁德维尔接壤的市镇（或旧市镇、城区）包括：蒙特堡、埃科斯维尔、勒阿姆、圣西尔、圣弗洛克塞勒。

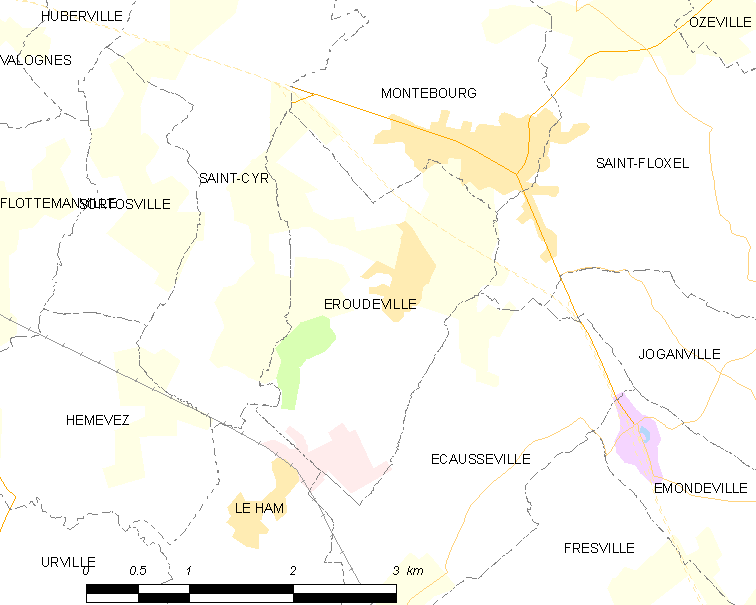
埃鲁德维尔的OSM定位图

埃鲁德维尔的时区为UTC+01:00、UTC+02:00（夏令时）。

## 行政
埃鲁德维尔的邮政编码为50310，INSEE市镇编码为50175。

## 政治
埃鲁德维尔所属的省级选区为瓦洛涅县。

## 人口

1962-2008年间埃鲁德维尔人口变化图示

埃鲁德维尔于2022年1月1日时的人口数量为180人。